# Óscar Briceño
Óscar Alberto Briceño Bueno (Cúcuta, 6 settembre 1985) è un ex calciatore colombiano, di ruolo attaccante.